# Anna German
Anna Viktoria German (polnisch Anna Wiktoria German-Tucholska, deutsch: Anna Victoria Hörmann; * 14. Februar 1936 in Urgentsch, Usbekische SSR; † 25. August 1982 in Warschau) wurde bekannt als polnische Sängerin russlanddeutscher Abstammung. Sie sang in polnischer und russischer Sprache, aber auch auf Deutsch, Englisch, Italienisch, Spanisch, Mongolisch und Latein.

## Leben
Anna Viktoria German wurde geboren in Urgentsch, einer Kleinstadt in Usbekistan, damals Teil der Sowjetunion. Ihre Eltern waren Russlanddeutsche mennonitischen Glaubens.
Ihr Vater war Eugen Hörmann, der aus einer Pfarrerfamilie aus einem russlanddeutschen Dorf stammte. Er war auf einer Reise in Łódź in Polen (damals Teil des russischen Zarenreichs) geboren worden und wird deshalb in manchen Quellen fälschlicherweise als Pole genannt. German ist die russifizierte Form des deutschen Namens Hörmann. 1937/38 wurde er vom sowjetischen NKWD hingerichtet. Anna, ihre Mutter Irma (geborene Martens) und ihre Großmutter wurden daraufhin nach Usbekistan verbannt. Mit ihrer Mutter sprach Anna German Plautdietsch.
Die Mutter Irma war eine Zeit lang Deutschlehrerin in einer sowjetischen Schule. Nach Beginn des Zweiten Weltkriegs gelang es ihr, ihre deutsche Abstammung zu verschleiern und gab als ihre Nationalität Niederländisch an, um die Familie vor Verfolgungen zu schützen, denen die meisten Russlanddeutschen aufgrund des Deutsch-Sowjetischen Kriegs ausgesetzt waren.
Durch eine zweite Ehe mit dem polnischen Offizier Herman Gerner, der ebenfalls nach Usbekistan verbannt worden war, gelang es der Mutter, 1946 nach Polen auszusiedeln und somit sich selbst und ihre Tochter Anna außer Gefahr zu bringen. In der Sowjetunion hatte Anna nur ein Jahr die Schule besuchen können, sprach aber neben Deutsch nun auch Russisch.
In Polen ließ sich die Familie, bestehend aus Mutter, Großmutter und Anna, zunächst im inzwischen polnischen Nowa Ruda (Neurode) in Niederschlesien nieder, bevor sie 1949 nach Breslau zogen. An der dortigen Universität schloss Anna German auch ihr Studium der Geologie erfolgreich ab. Noch während ihrer Studienzeit begann Anna im Kalambur-Theater in Breslau als Sängerin aufzutreten. Ihren ersten Erfolg als Sängerin konnte sie 1964 auf dem Landesfestival des Polnischen Liedes in Opole mit ihrem Lied Tańczące Eurydyki verbuchen. Ein Jahr später belegte sie beim Musik-Festival in Sopot den ersten Platz.
1967 wurde sie zur Teilnahme am prestigeträchtigen Sanremo-Festival in Italien eingeladen. Mit dem Lied Gi hatte sie ihren ersten Erfolg in Westeuropa. In Italien trat sie auch in der Oper Tetide in Sciro von Domenico Scarlatti auf. 1967 überlebte sie nur knapp einen schweren Autounfall und trat erst ab 1972 wieder öffentlich auf. Sie widmete sich daraufhin wieder der Musik und übernahm in der folgenden Zeit auch mehrere kleine Rollen als Schauspielerin, so beispielsweise in Andrzej Wajdas Film Landschaft nach der Schlacht.
Ebenfalls 1972 heiratete sie ihren Jugendfreund Zbigniew Tucholski, der seinem Glauben nach Siebenten-Tags-Adventist war. Drei Jahre später wurde ihr gemeinsamer Sohn Zbigniew geboren.
Auch auf der Musikmesse in Cannes trat sie auf. Als eine der wenigen Sängerinnen aus dem sozialistischen Ländern tourte sie durch Westdeutschland, Belgien, die USA, Kanada und Australien. Sie trat aber auch weiterhin in den osteuropäischen Ländern auf, unter anderem auch in der DDR. Die sowjetische Firma Melodija (Мелодия) veröffentlichte seit dem Jahr 1965 eine Reihe von Alben von ihr, auch nach ihrem Tod 1982. Für Anna German komponierten sehr populäre sowjetische Komponisten wie Alexandra Pachmutowa (Александра Пахмутова), Arno Babadschanjan (Арно Бабаджанян), Jewgeni Ptitschkin (Евгений Птичкин), Jan Frenkel (Ян Френкель), Oskar Felzmann (Оскар Фельцман) und Wladimir Schainski (Владимир Шаинский).

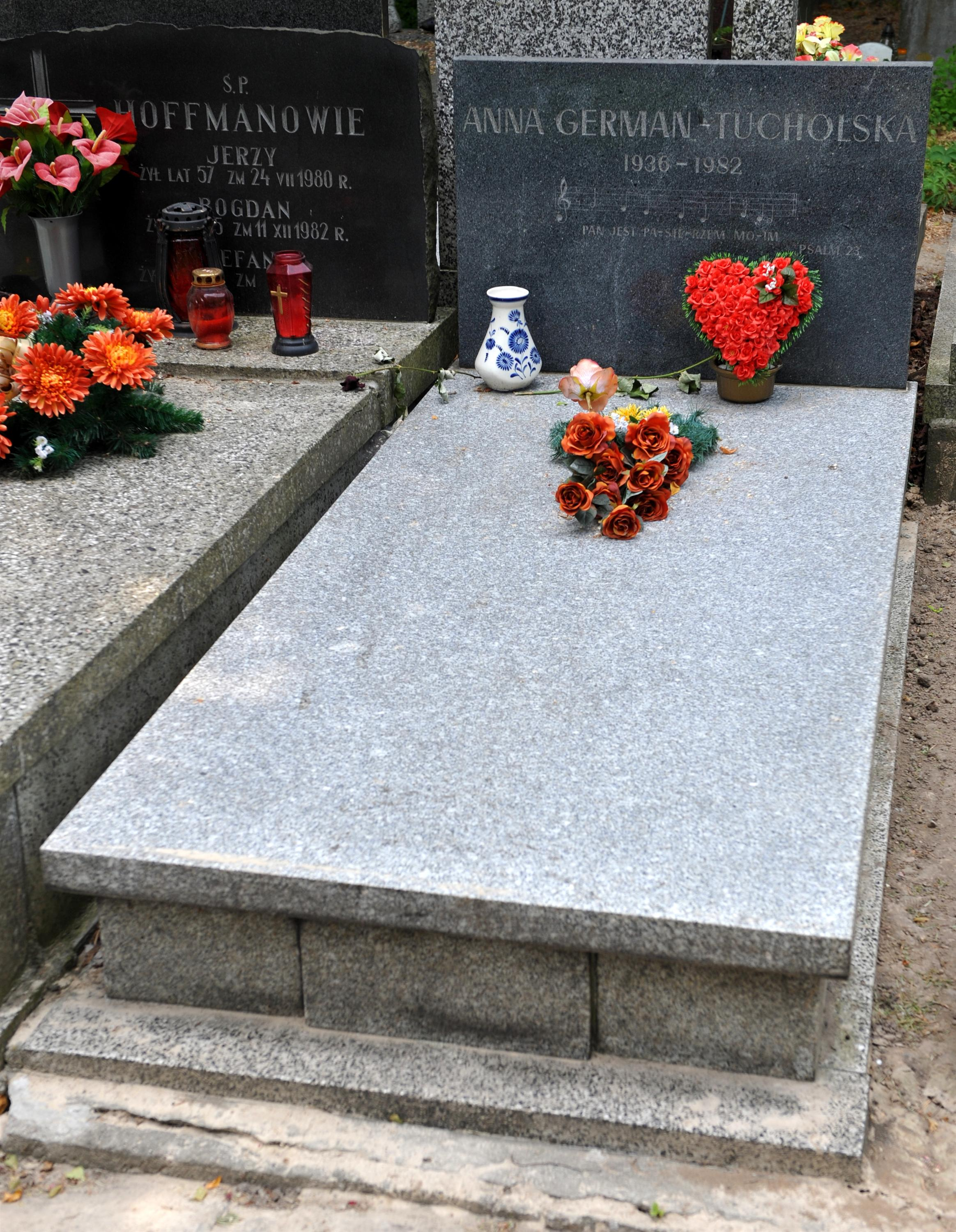
Anna Germans Grab auf dem Friedhof der evangelisch-reformierten Kirche in Warschau

1982 starb Anna German im Alter von nur 46 Jahren an Krebs und wurde in Warschau beerdigt.
Sie veröffentlichte über ein Dutzend Alben, die meisten davon auf Russisch und auf Polnisch. 2001 wurden sechs ihrer Alben auf CD neu veröffentlicht, in Polen und Russland erscheinen regelmäßig Kompilationen mit ihrer Musik.
Ihr Sohn lebt heute in Polen und ist Wissenschaftler. Ihr Onkel Artur Hörmann lebte bis zu seinem Tode im Jahre 2011 in Deutschland.

## Rezeption und Ehrungen
Am 20. Juni 2013 beschloss der Augsburger Stadtrat einstimmig, einen Fußweg nach Anna German zu benennen. „Der Weg befindet sich mitten im nördlichen Universitätsviertel, wo viele Russlanddeutsche seit den 1980er Jahren ihren Wohnsitz fanden“, erklärte Wilfried Matzke als Leiter des Geodatenamtes. Anna German war eine Sängerin mit russlanddeutscher Abstammung und wurde von der „Landsmannschaft der Deutschen aus Russland“ vorgeschlagen.
Auch mehr als drei Jahrzehnte nach ihrem Tod ist Anna German im kollektiven Bewusstsein der polnischen und russischen Bevölkerung stark verankert, was durch den Umstand dokumentiert wird, dass 2012 in Russland und 2013 in Polen mit großem Erfolg eine mehrteilige Fernsehserie über ihr Leben im nationalen Fernsehen ausgestrahlt wurde. Auch infolge dieser TV-Biographie wurde der Artikel in der polnischsprachigen Wikipedia 2013 mehr als zweieinhalb Millionen Mal aufgerufen und war damit der meistgelesene Artikel des Jahres.
Der Asteroid des äußeren Hauptgürtels (2519) Annagerman wurde nach ihr benannt.

## Diskografie

### Alben
- 1964: Na tamten brzeg
- 1965: Tańczące Eurydyki
- 1967: Recital piosenek
- 1967: I classici della musica napoletana
- 1970: Człowieczy los
- 1971: Domenico Scarlatti – Arie z opery Tetide in Sciro
- 1972: Wiatr mieszka w dzikich topolach
- 1974: To chyba maj
- 1978: Anna German
- 1979: Pomyśl o mnie
- 1979: Tylko w tangu/Dookoła kipi lato
- 1979: Śpiewa Anna German
- 1979: Z archiwum polskiego radia – Nagrania radiowe z lat 1961–1979 (PL: Gold)[7]
- 1980: Надежда (Nadeschda)
- 1982: Последняя встреча (Poslednjaja wstretscha)
- 2013: 40 piosenek Anny German (Złota kolekcja) CD (PL: Gold)

### Singles
- 1964: The Man I Love

### Spätere Nachpressungen
- 1984: Jesteś moja miłością LP
- 1987: Эхо любви (Echo ljubwi) – live ’79 LP
- 1989: Anna German LP
- 1989: Znaki zapytania LP
- 1990: Powracające słowa vol. 1 LP
- 1990: Powracające słowa vol. 2 LP
- 1991: Zakwitnę różą CD
- 1991: Recital piosenek CD
- 1994: Nasza ścieżka CD
- 1994: Złote przeboje neapolitanskie MC
- 1995: Planeta Anna part 1 MC
- 1995: Planeta Anna part 2 MC
- 1996: Незабытый мотив (Nesabity motiw) CD
- 1996: Лучшие песни (Lutschshije pesni) CD
- 1998: Когда цвели сады (Kogda zweli sady) CD
- 1998: Wiatr mieszka w dzikich topolach CD
- 1999: Tańczące Eurydyki CD
- 1999: Platynowa kolekcja CD
- 1999: Złote przeboje CD
- 1999: Bal u Posejdona (Złota kolekcja) CD (PL: Gold)
- 1999: Антология советского шлягера (Antologjia sowetskogo schljagera) MC
- 2000: Анна Герман. Российская эстрадная музыкальная энциклопедия (Rossijskaja estradnaja musykalnaja encyclopaedia) CD
- 2000: Последняя встреча (Poslednyaya vstrecha) CD
- 2001: Любви негромкие слова (Ljubwi negromkije slowa) CD
- 2001: Ваши любимые песни (Vaschi ljubimyje pesni) CD
- 2001: Tańczące Eurydyki CD
- 2001: Recital piosenek CD
- 2001: Człowieczy los CD
- 2001: Wiatr mieszka w dzikich topolach CD
- 2001: Domenico Scarlatti – Arie z opery "Tetida in Sciro" CD
- 2001: To chyba maj CD
- 2001: Pomyśl o mnie CD
- 2001: Lutschschee – Swjosdy sowetskoj estrady CD
- 2002: Najlepsze piosenki CD
- 2003: Наши лучшие песни (Nashi lyubimie pesni) CD
- 2003: Człowieczy los collection CD
- 2003: Золотой век русской эстрады (Solotoj wek russkoj estrady) CD
- 2003: Посидим, помолчим. Полное собрание песен (Posidim, pomoltschim) vol.1 CD
- 2003: Спасибо тебе мое сердце. Полное собрание песен (Spasibo tebe mojo serdze) vol.2 CD
- 2004: Złote przeboje CD
- 2004: Самое лучшее (Samoje lutschscheje) CD